# Schreie der Nacht
Schreie der Nacht (Funeral Home) ist ein Thriller des kanadischen Regisseurs William Fruet aus dem Jahr 1980.

## Handlung
Die 16-jährige Heather fährt über die Sommerferien zu ihrer Großmutter aufs Land, um ihr bei der Eröffnung einer Pension zu helfen. Sie wohnt in einem großen Haus, das früher ein Beerdigungsinstitut war, außerhalb der Stadt. Die Wiedersehensfreude zwischen Heather und ihrer Großmutter ist groß. Doch das Glück währt nicht lange. Des Nachts geschehen in dem Haus scheußliche Dinge. Aus dem, immer verschlossenen, Keller sind unheimliche Stimmen zu hören, eine seltsame schwarze Katze schleicht ums Haus und bald verschwinden die ersten Pensionsgäste.
Heather und ihr neuer Freund Rick gehen der Sache nach. Bald stolpern sie in ein grauenvolles Geheimnis. Heathers Großmutter ist vor elf Jahren verschwunden … ein grausamer Mann, der sämtliche Kinder aus der Nachbarschaft in dem dunklen Keller des Hauses sperrte. Heathers Großmutter wurde wahnsinnig und als sie ihren Mann mit einer anderen Frau erwischte, tötete sie beide. Durch den schlimmen Verlust wurde sie krank.

## Kritik
„Veraltete Mischung aus Horrorfilm und Psychothriller, die in allen Belangen Defizite offenbart.“

## Auszeichnungen
Genie Award: Best Performance by an Actress in a Leading Role for: Cries in the Night (1980)

## Hintergrund
- Das Budget betrug etwa 1,4 Mio. Dollar.[2]
- Der Film gilt in Mexiko als Kultfilm.
- Der Film spielte weltweit etwa 5,6 Mio. CAD ein.